# رادو ننولير
رادو ننولير (مواليد  16 نوفمبر 1944) هو لاعب كرة قدم روماني سابق في مركز خط الوسط ومدرب.

## مسيرته الكروية
[[ملف:Lică Nunweiller, Radu Nunweiller, Ion Nunweiller 1963.jpg|تصغير|يسار|270px|{{وسط|الأخوة ننولير (من اليسار إلى اليمين): ليكا، رادو وأيون]]

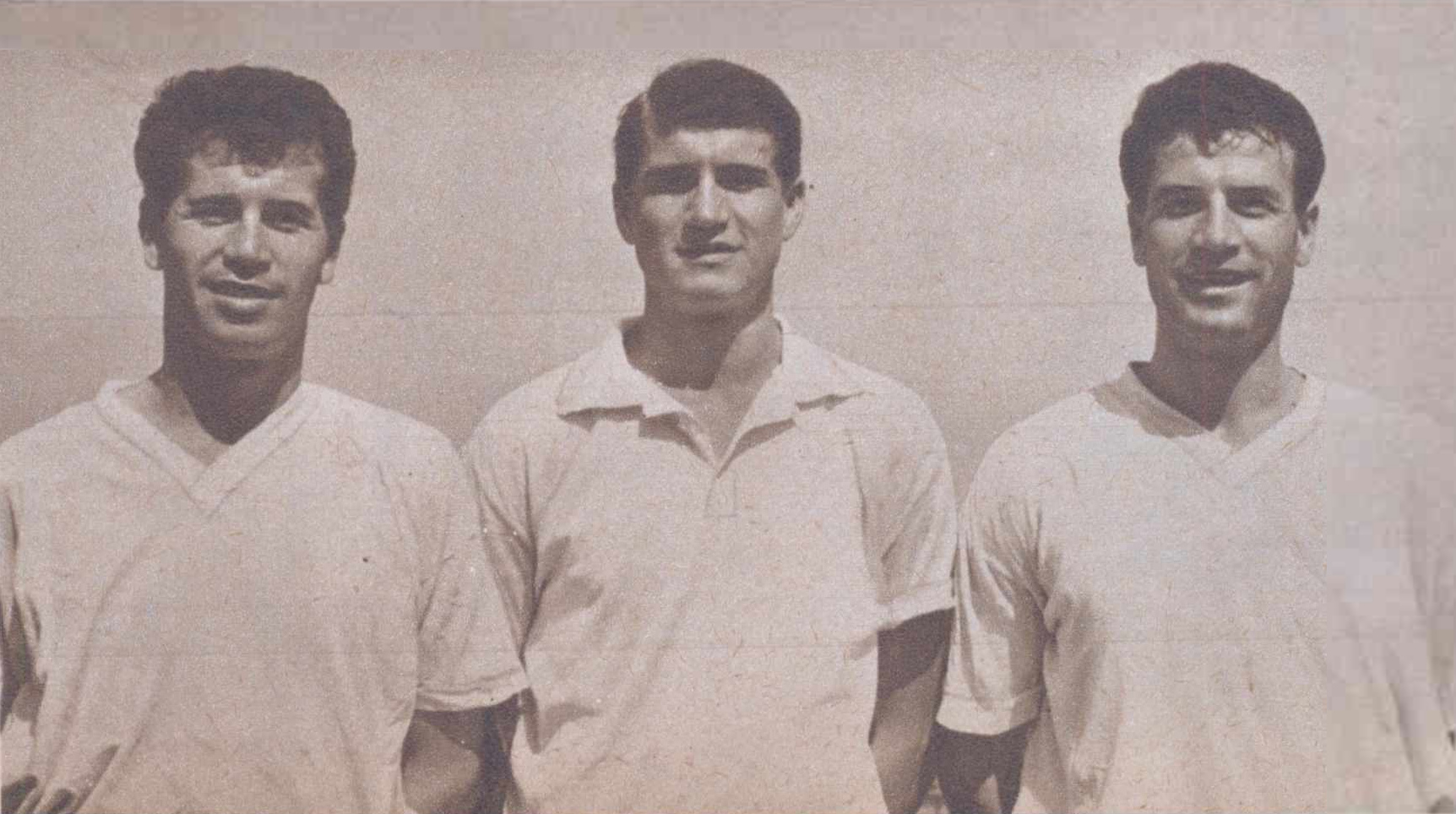
وسط|الأخوة ننولير (من اليسار إلى اليمين): ليكا، رادو وأيون

وُلِد رادو نونويلر في بوخارست في 16 نوفمبر 1944. كان والده نمساويًا يُدعى يوهان ننولير، واستقر في بياترا نيامتس بعد الحرب العالمية الثانية حيث التقى بزوجته روزينا، ثم انتقلا لاحقًا من بياترا نيامتس إلى بوخارست. كان لديه ستة أشقاء، كان أكبرهم، قسطنطين، لاعب كرة ماء والخمسة الآخرون: دوميترو، إيون، ليكا، فيكتور وإدوارد كانوا لاعبي كرة قدم، وكان لكل منهم فترة واحدة على الأقل في دينامو بوخارست، وهم السبب في أن لقب النادي هو "الكلاب الحمراء" حيث كان إيون وليكا معروفين بشكل خاص بعدوانيتهما في الملعب وحقيقة أن وجوههم كانت تتحول إلى اللون الأحمر من الجهد. ظهر رادو لأول مرة في دوري الدرجة الأولى الروماني، حيث لعب لفريق Viitorul Bucureşti في 21 أكتوبر 1962 في خسارة 4–2 أمام ستيوا بوخارست.
بعد أن لعب مباراة واحدة فقط في الدرجة الأولى مع فييترول ، ذهب ننولير للعب مع دينامو بوخارست حيث فاز في أول موسمين له بلقبين في الدوري ، في أول عمل مع المدربين ترايان إيونيسكو ونيكولاي دوميترو الذي أشركه في خمس مباريات سجل فيها هدفين وفي الثانية لعب 18 مباراة ، وسجل مرة واحدة بصناعة من أنجيلو نيكوليسكو. عند الفوز بهذه الألقاب، كان زميلا في الفريق مع إخوته أيون وليك يوت. كما فاز بكأس رومانيا 1963–64 مع الكلاب الحمراء، المدرب إيونيسكو أشركه هو وإخوته طوال الدقائق في الفوز 5–3 غريمه ستيوا بوخارست في النهائي الذي سجل فيه هدفا. كان قد سجل هدفين آخرين ضد ستيوا في انتصارين، 3–0 و 1–0. بالنسبة للطريقة التي لعب بها في عام 1969، احتل ننولير المركز الثالث في جائزة لاعب العام الروماني، في العام التالي حصل على المركز الرابع. في موسم 1970–71 فاز بلقب آخر، حيث لعب إلى جانب شقيقه أيون والمدربين دوميترو وأيونيسكو أشركا رادو في 30 مباراة سجل فيها خمس أهداف. في عام 1972، أصبح أيون مدربا رئيسيا لدينامو، وتمكن من الفوز مع رادو باللقب في موسمه الأول، ساهم رادو مع سجل شخصي من سبعة أهداف سجل في 30 مباراة لعبت. سوف يفوزون أيضا بلقب موسم 1974–75 معا ولكن هذه المرة كان أيون مساعد مدرب نيكولاي دوميترو الذي أدخل رادو في 29 مباراة سجل فيها هدفين. ظهر في 23 مباراة سجل فيها سبعة أهداف في المسابقات الأوروبية لدينامو، بما في ذلك تسجيل أربعة أهداف في الفوز 11–0 نادي كروسيدرز من كأس أوروبا 1973–74، أيضا في نسخة 1975–76 لعب في الفوز 1–0 غلى ريال مدريد.
أنهى رادو ننولير مسيرته بعد أن لعب ثلاثة مواسم مع نادي كورفينول هونيدوارا، وكان ظهوره الأخير في دوري الدرجة الأولى في 11 سبتمبر 1978 في خسارة على أرضه 1–0 أمام نادي إف سي بايا ماري. في المجمل، شارك رادو في 333 مباراة وسجل 40 هدفًا في المسابقة.

## مسيرته الدولية
لعب رادو ننولير 41 مباراة وسجل هدفين لصالح رومانيا (42/2 بما في ذلك مباريات المنتخب الأولمبي الروماني)، وكان ظهوره الأول في 21 سبتمبر 1966 تحت قيادة المدرب إيلي أونا في مباراة ودية انتهت بخسارة 2–0 أمام ألمانيا الشرقية. لعب مباراة واحدة في تصفيات بطولة أوروبا 1968 وثلاث مباريات في تصفيات كأس العالم الناجحة عام 1970، كما استخدمه المدرب أنجيلو نيكوليسكو في جميع دقائق مباريات دور المجموعات الثلاث من البطولة النهائية حيث لم تتقدم رومانيا إلى المرحلة التالية. لعب تسع مباريات وسجل هدفًا واحدًا في تصفيات بطولة أوروبا 1972، وتمكن من الوصول إلى ربع النهائي حيث هُزمت رومانيا على يد المجر، التي تقدمت إلى البطولة النهائية. لعب ننولير خمس مباريات وسجل مرة واحدة في تصفيات كأس العالم 1974، ومباراتين في تصفيات بطولة أوروبا 1976 حيث ظهر أخر مرة مع المنتخب الوطني في 17 أبريل 1975 في مباراة تعادل فيها 1–1 مع منتخب إسبانيا. 
لتمثيل بلاده في كأس العالم 1970، تم تكريم ننولير من قبل رئيس رومانيا ترايان باسيسكو في 25 مارس 2008 بميدالية "الاستحقاق الرياضي" من الدرجة الثالثة.

### الأهداف الدولية
تعرض القائمة النتائج والأهداف لرومانيا أولاً، يشير عمود النتيجة إلى النتيجة بعد كل هدف سجله ننولير.
| ر. | التاريخ        | المكان                               | م. | الخصم  | الهدف | النتيجة | المسابقة                     |
| -- | -------------- | ------------------------------------ | -- | ------ | ----- | ------- | ---------------------------- |
| 1  | 11 أكتوبر 1970 | الملعب الوطني، بوخارست، رومانيا      | 18 | فنلندا | 3–0   | 3–0     | تصفيات بطولة أمم أوروبا 1972 |
| 2  | 20 سبتمبر 1972 | ملعب هلسنكي الأولمبي، هلسنكي، فنلندا | 32 | فنلندا | 1–0   | 1–1     | تصفيات كأس العالم 1974       |

## مسيرته التدريبية
بعد أن أنهى مسيرته كلاعب في عام 1979، هرب نونويلر من النظام الشيوعي في رومانيا، وكان فراره من البلاد في ذلك الوقت غير قانوني، وذهب إلى سويسرا حيث عمل كمدرب ومساعد مدرب في العديد من الأندية. حصل على ترقية إلى الدوري السويسري الممتاز مع يافردون سبور، وكانت له تجربة قصيرة في موسم دوري الدرجة الأولى الروماني 2002–03، تكونت من سبع مباريات (انتصاران وتعادل واحد وأربع خسائر) مع يو تي أي أراد، وكان أيضًا مدربًا لفريق نادي نوشاتل زاماكس في مباراة دوري السوبر السويسري 2010–11 والتي انتهت بخسارة 4–1 أمام نادي بازل.

## الألقاب

### كلاعب
دينامو بوخارست
- دوري الدرجة الأولى الروماني: 1963–64، 1964–65، 1970–71، 1972–73، 1974–75[4]
- كأس رومانيا: 1963–64، 1967–68[2]

الفردية
- لاعب السنة في رومانيا (المركز الثالث): 1969، (المركز اللاعب): 1970[20]

### كمدرب
ايفردون-سبورت
- دوري التحدي السويسري: 2004–05[3]

## وصلات خارحية
- رادو ننولير – سجل منافسات الفيفا